# Баскетбол на летней Универсиаде 2005
Баскетбольный турнир на летней Универсиаде 2005 проходил в городе Смирна (Турция) с 11 по 22 августа 2005 года. Соревнования проводились среди мужских и женских сборных команд.
Чемпионами Универсиады стали американские сборные: как мужская, так и женская студенческая дружина стали сильнейшими.

## Распределение наград
| Место | Страна              | Золото | Серебро | Бронза | Всего |
| ----- | ------------------- | ------ | ------- | ------ | ----- |
| 1     | США                 | 2      | 0       | 0      | 2     |
| 2     | Сербия и Черногория | 0      | 1       | 1      | 2     |
| 3     | Украина             | 0      | 1       | 0      | 1     |
| 4     | Австралия           | 0      | 0       | 1      | 1     |

## Медалисты
|         | Золото | Серебро | Бронза |
| Мужчины | США · Грег Браннер · Рэнди Фой · Майк Гэнси · Винсент Гриер · Мэтт Харьяш · Крис Эрнандес · Эрик Хиккс · Бобби Джонс · Герри Макнамара · Крэйг Смит · Патрик Спаркс · Шелден Уильямс · Тренер — Джей Райт               | Украина · Станислав Балашов · Артём Буцкий · Кирилл Фесенко · Роман Хуменюк · Виктор Кобзистый · Дмитрий Кораблёв · Владимир Коваль · Игорь Кривич · Роствав Кривич · Андрей Лебедев · Алексей Печеров · Евгений Подорванный | Сербия и Черногория · Ненад Богданович · Иван Бошняк · Душан Джорджевич · Милан Дозет · Владимир Голубович · Феликс Коядинович · Страхиня Милошевич · Ваня Плиснич · Марко Щекич · Миленко Тепич · Иван Иванович · Илия Золотович |
| Женщины | США · Сеймон Огастус · Моник Карри · Джессика Дэвенпорт · Меган Даффи · Кэндис Дюпри · Сильвия Фаулз · Эрин Грант · Брэнди Хоскинс · Кэппи Пондекстер · Лиз Шимек · Брук Смит · Лиза Уиллис · Тренер — Кэти Делани-Смит | Сербия и Черногория · | Австралия · Белинда Баттистель · Челси Бёрнс · Киа Дауэл · Рейчел Флэнаган · Александра Хадсон · Лорен Кинг · Марита Пэйн · Дженнифер Скрин · Чери Смит · Рахель Уоррен · Тренер — Дебора Кук                                     |